# Louis Sézille
Louis Sézille est un architecte moderniste français, né en 1881 et mort en 1955. Il est l’auteur des plans de plusieurs villas balnéaires de La Baule et un des pionniers de l'architecture régionaliste.

## Biographie
Louis Sézille naît le 25 mars 1881 à Gouvieux d'un père pharmacien,. Dès 1905, il ouvre une agence à La Baule, dans la villa l’Aubépine (avenue des Bouleaux) où il conçoit les plans de la Grande pharmacie de Paris. Il est diplômé de l’École nationale supérieure des arts décoratifs en 1907.
Il devient cette même année le chef de la rubrique d'architecture de la revue La vie à la campagne dont le premier numéro paraît le 1er octobre 1906 sous la direction d'Albert Maumené. Il est alors un architecte tenu en estime par la critique moderniste, en particulier par Maurice Pillard Verneuil pour lequel il construit une villa, et par Charles Genuys, enseignant à l'École nationale supérieure des arts décoratifs et auteur de deux villas à La Baule. La revue La vie à la campagne joue un rôle déterminant dans l'élaboration d'une esthétique régionaliste et Louis Sézille en est un des pionniers en dénonçant « toutes ces
bâtisses insupportables, déshonneur, de nos jolis sites, lèpres de nos beaux coteaux de France » et en exhortant les citadins à regarder avec « les yeux de ces artisans, habitués aux formes environnantes [qui] faisaient revivre ces formes par une sorte de suggestion »,.
Il est l'auteur des plans de plusieurs villas balnéaires à La Baule, parmi lesquelles 
Claire Fontaine (1900),
Cottage Belledune, 
Djali,
Esmeralda, 
Les Mouettes, 
Lou Paradou (vers 1908),
La Pinsonnaie (1910),
Salem Alik (vers 1913) et
Les Tuchets (en 1909), ainsi que d'une pharmacie publiée dans la revue L'Architecture aux salons et réaménagée en 1925 par Albert Lucas.
Il s’installe définitivement à Paris après la Première Guerre mondiale et travaille avec Henri Sauvage et Hector Guimard.
Il est également architecte en chef de l'Office national des mutilés et réformés de la guerre et officier de la Légion d'honneur(1926).
Il meurt le 5 novembre 1955 en son domicile dans le 9e arrondissement de Paris.